# Upolu
Upolu è un'isola di Samoa, formata da un grande vulcano basaltico a scudo che sale dal fondo marino dell'oceano Pacifico occidentale. L'isola, lunga 75 chilometri, ha una superficie di 1125 km² ed è pertanto la seconda per grandezza delle isole Samoa, situata ad est della "Grande Isola", Savai'i. I suoi 135 000 abitanti la rendono invece la più abitata dell'arcipelago.
La città di Apia, capitale di Samoa e principale centro abitato del paese, è situata sulla costa settentrionale, nella parte occidentale dell'isola si trova l'aeroporto internazionale di Faleolo.

## Geografia fisica
Il vulcano estinto dell'isola, che dispone di due crateri, non ha storicamente registrato eruzioni, per quanto tre colate laviche possano risalire da poche centinaia a qualche migliaio di anni fa.
Nella versione samoana della mitologia polinesiana, Upolu era il nome della prima donna ad avere abitato l'isola.
Tra la fine del XVIII e l'inizio del XIX secolo l'isola è stata talvolta chiamata Ojalava o Ojolava.

## Suddivisione amministrativa
L'isola è suddivisa in cinque distretti: A'ana, Aiga-i-le-Tai, Atua, Tuamasaga e Va'a-o-Fonoti

## Storia
Nel 1841 l'isola fu teatro del cosiddetto bombardamento di Upolu, avvenuto durante la United States Exploring Expedition.
Qui soggiornò, verso la fine del XIX secolo, lo scrittore scozzese Robert Louis Stevenson, che possedeva una tenuta di 160 ettari nel villaggio di Vailima e sempre qui morì nel 1894. Oggi la sua tomba si trova sulla cima del monte Vea, sovrastante la sua vecchia casa, convertita nel 1900 nella residenza ufficiale del governatore tedesco e che, dopo la prima guerra mondiale, servì prima come residenza dell'amministratore neozelandese e poi del capo di stato samoano dopo l'indipendenza.
Sull'isola si trova il parco nazionale di Samoa, il Parco nazionale di O Le Pupu Pu'e.
Una specie estremamente piccola di ragno vive su Upolu. Secondo il libro dei Guinness dei primati, questo ragno ha la dimensione di un interspazio di una comune pagina stampata.